# کاپا قنطورس
کاپا قنطورس یک ستاره است که در صورت فلکی قنطورس قرار دارد.